# Kasenda-Krater

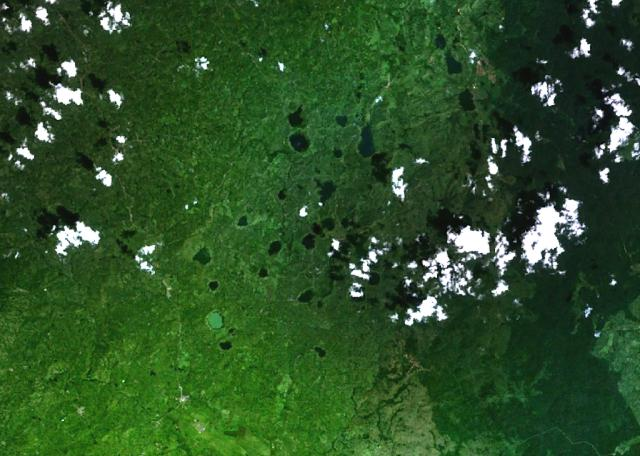
Satellitenaufnahme des Kasenda Vulkanfelds

Die Kasenda-Krater (auch Kyatwa Vulkanfeld genannt) sind eine Gruppe von etwa 40 bis 60 vulkanischen Kraterseen im Distrikt Kabarole im westlichen Uganda etwa 20 bis 30 Kilometer südlich von Fort Portal, die in der Gegend um den Ort Kasenda, sowie die Orte Kabata und Rwaihamba, liegen. Sie sind eine von vier größeren Kraterseegruppen in Westuganda neben den Fort-Portal-Kratern, den Katwe-Kratern und den Bunyuruguru-Kratern, die alle vor etwa 10.000 Jahren durch vulkanische Aktivität entstanden sind. Die Seen liegen in einem Regenwaldgebiet an der Westgrenze des Kibale-Nationalparks, dessen Hauptquartier am Nyabikeresee liegt, und sind unter anderem Lebensraum für den Haubentaucher in Uganda.

## Seen
| - Kanyangosee - Kasendasee - Katandasee - Kifurukasee - Lugembesee - Lyantondesee | - Mahuhurasee - Mbajosee - Mubirosee - Murigamiresee - Mutusisee - Mwambasee | - Mwegenyisee - Mwitampungusee - Nkurubasee - Nyabikeresee - Nyahiryasee - Nyamirimasee | - Nyanswigasee - Nyinabulitasee - Nyinambugasee - Rukwanzisee - Wandakarasee - Wankenzisee |